# Oroksilum
Oroksilum (lat. Oroxylum), monotipski biljni rod iz porodice katalpovki (Bignoniaceae). Jedina priznata vrsta je O. indicum, do 8 metara visoko korisno stablo rasprostranjeno po Kini, indokini, Indiji, Filipinima i još nekim otocima između Azije i Australije (osim Bornea i Nove Gvineje).
Razni dijelovi drveta koriste se u medicinske svrhe. Mladi listovi i plodovi (kuhani) su jestivi. Plodovi se izrežeu na komade, kuhaju i jedu s rižom.
Narodni nazivoi su mu kampong, »ponoćni horor«, »cvijet indijske trube«, »slomljene kosti«, »indijski kapar« ili »Damoklovo stablo«.

## Sinonimi
- Calosanthes Blume
- Hippoxylon Raf.
- Arthrophyllum ceylanicum Miq.
- Arthrophyllum reticulatum Blume ex Miq.
- Bignonia indica L.
- Bignonia lugubris Salisb.
- Bignonia pentandra Lour.
- Bignonia quadripinnata Blanco
- Bignonia tripinnata Noronha
- Bignonia tuberculata Roxb. ex DC.
- Calosanthes indica (L.) Blume
- Hippoxylon indica (L.) Raf.
- Oroxylum flavum Rehder
- Spathodea indica (L.) Pers.

- O. indicum
- O. indicum
- O. indicum
- O. indicum
- O. indicum